# Эммануил Филиберт Савойский (1972)
Эммануил Филиберт Савойский, принц Венеции (Emanuele Filiberto Umberto Reza Ciro René Maria di Savoia; род. 22 июня 1972 года) — глава Савойского королевского дома, сын бывшего главы Савойской династии Виктора Эммануила Савойского и его супруги Марины Рикольфи Дориа, внук последнего короля Италии Умберто II Савойского. Известная медийная персона. Однако его положение в линии наследования Савойского дома находится в центре династического спора, возникшего после брака его родителей, заключённого без согласия Умберто II, бывшего в то время главой династии.

## Биография
Эммануил Филиберт родился 22 июня 1972 года в Женеве (Швейцария), где на тот момент жил его отец Виктор Эммануил Савойский в изгнании. Эммануил Филиберт является его единственным сыном.
10 ноября 2002 года он вместе с родителями впервые посетил Италию, после того как в соответствии с Конституционным законом от 23 октября 2002 года, который вступил в силу 10 ноября того же года, положения первого и второго абзацев 13-го переходного положения Конституции Италии были аннулированы, что позволило потомкам Савойского королевского дома въезжать в Италию и получать гражданство Итальянской республики. В ходе трехдневного турне по стране он вместе с отцом имел 20-минутную аудиенцию с Папой Римским Иоанном Павлом II.
В 2007 году Филиберто официально подал иск и потребовал от правительства Итальянской Республики возмещения ему материального ущерба в размере 90 миллионов евро. Другой иск был подан его отцом, который потребовал возмещения ущерба, причинённого династии во время изгнания, на сумму 170 миллионов евро. Правительство Италии отклонило это требование и в ответ указало, что может потребовать возмещения ущерба за исторические обиды.
3 февраля 2024 года после смерти отца стал главой Савойской династии.

## Брак и дети
25 сентября 2003 года Эммануил Филиберт женился на французской актрисе Клотильде Куро. Свадьба прошла в Риме, в базилике Санта-Мария-дельи-Анджели-э-дей-Мартири.
От этого брака у него родились две дочери:
- Виттория Кристина Аделаид Кьяра Мария, принцесса Савойская (род. 28 декабря 2003 года)
- Луиза Джованна Агата Гавина Бианка Мария, принцесса Савойская (род. 16 августа 2006 года).